# Wijnstok
De wijnstok (Vitis vinifera), ook wel druivelaar of - naar de vrucht - druif genoemd, is een plant uit de wijnstokfamilie (Vitaceae).
De wilde wijnstok komt oorspronkelijk uit het Middellandse Zeegebied en het Midden-Oosten, maar is reeds in de oudheid gekweekt en verspreid over heel Europa en later over de ganse wereld. Ook in België en Nederland wordt hij soms verwilderd gevonden.
Naast de wilde soort zijn er veel cultivars van de wijnstok. Van deze cultivars worden druiven voor meerdere doeleinden verbouwd.

## Naamgeving en etymologie
- Frans: Vigne, vigne cultivée
- Engels: Common grape vine
- Duits: Weinrebe

De soortaanduiding vinifera is afkomstig van het Latijnse vīnum (wijn) en -fer (-dragend).

## Kenmerken
De wijnstok is een klimplant, die zich vasthecht met ranken die tegenover de bladeren staan. De bladeren zijn aan de bovenzijde glanzend donkergroen, onderaan lichtgroen, meestal onbehaard. Ze staan verspreid, zijn gesteeld, voorzien van afvallende steunblaadjes, handlobbig ingesneden met drie tot vijf spitse lobben, grof stekelpuntig getande bladranden en een hartvormige voet.
De bloemen staan in dichte, eindelingse pluimen tegenover de bladen, aanvankelijk rechtopstaand doch later hangend. De bloemen zijn regelmatig, klein, geel-groenachtig en welriekend, met een nectar-afscheidende schijf. De kelk is eenbladig met vijf korte, afvallende tanden. De bloemkroon bestaat uit vijf kroonblaadjes, aan de top en de voet vergroeid, en valt nadien in zijn geheel af. Tegenover de kroonblaadjes staan vijf meeldraden afgewisseld met klieren. Het bovenstandig vruchtbeginsel draagt een zeer korte stijl met een knopvormige stempel.
De wilde wijnstok is een tweehuizige plant, de mannelijke en vrouwelijke bloemen ontstaan op verschillende planten, doch de gekweekte vormen zijn eenhuizig waardoor zelfbestuiving kan optreden.
De druif is een besvrucht, ovaal of bolrond, donkerblauw of groenachtig, meestal tweehokkig met vijf zaden, waarvan er een of meer onontwikkeld blijven. Bij in het wild groeiende planten blijft de bes zuur smaken.
De plant bloeit in juni.

## Taxonomie
Van de wijnstok worden volgende ondersoorten en variëteiten onderscheiden:
- V. vinifera subsp. sylvestris - de wilde wijnstok
- V. vinifera subsp. vinifera - de gekweekte wijnstok, druivelaar of druif
- V. vinifera var. palmata
- V. vinifera var. multiloba

## Habitaten verspreiding
De wilde wijnstok komt vooral voor op warme en droge tot licht vochtige bodems in lichte bossen.
De plant is origineel afkomstig uit de bossen van het Middellandse Zeegebied van Portugal en Marokko tot het Midden-Oosten en Noord-Iran, en het zuiden van Midden-Europa.
Soms worden in België en Nederland verwilderde wijnstokken op warme, droge plaatsen aangetroffen, zoals in de vallei van de Samber nabij Charleroi en op de Sint Pietersberg.

## Economisch belang
De gekweekte wijnstok wordt gebruikt voor de productie van druiven, die onder meer als fruit, voor de productie van wijn of voor krenten en rozijnen gebruikt worden.